# Kiritshenkella lingnani
Kiritshenkella lingnani är en insektsart som först beskrevs av Ferris 1954.  Kiritshenkella lingnani ingår i släktet Kiritshenkella och familjen ullsköldlöss. Inga underarter finns listade i Catalogue of Life.